# Election Day (Stati Uniti)

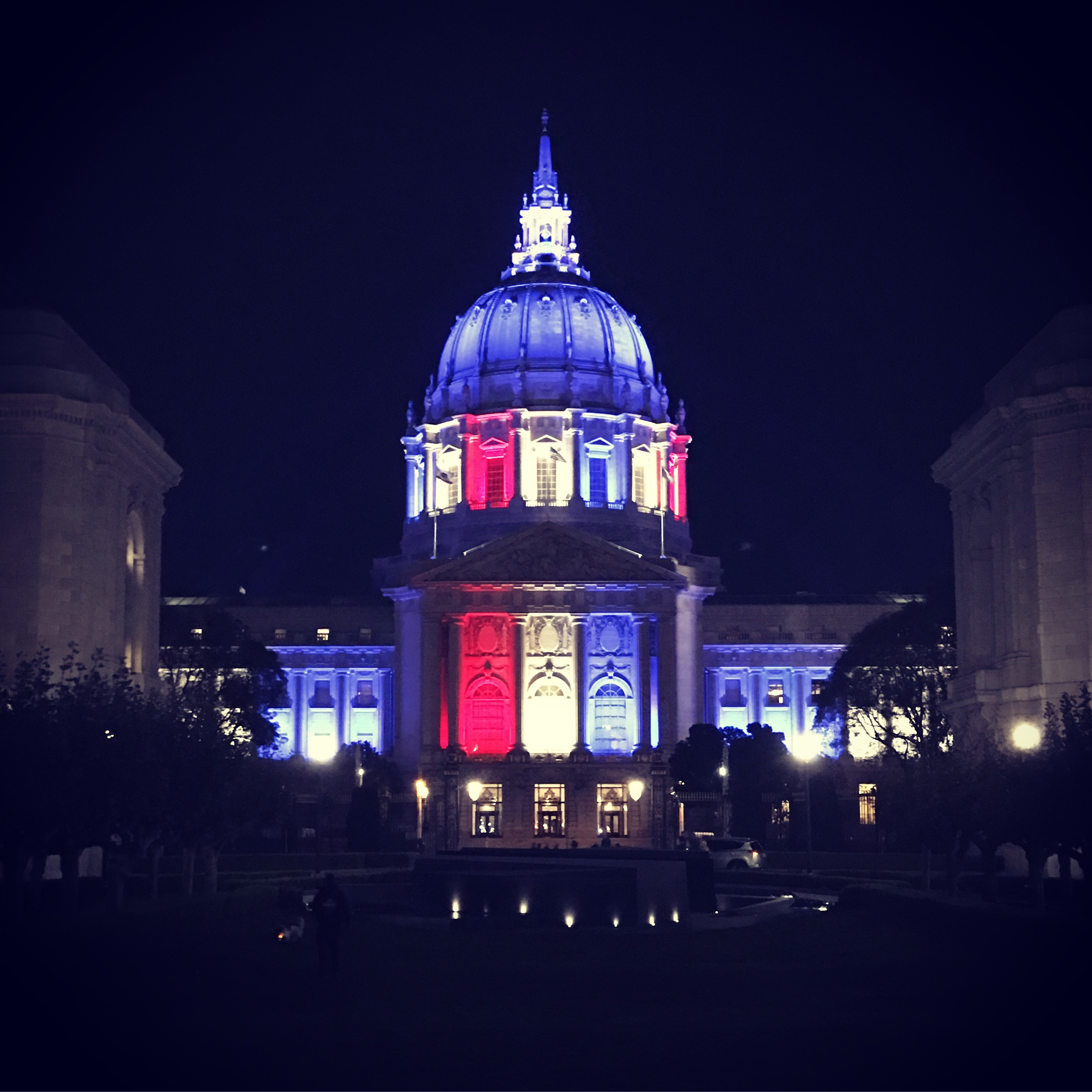
Il municipio di San Francisco illuiminato da speciali luci LED rosse, bianche e blu la notte del 6 novembre 2018 per festeggiare l'Election Day negli Stati Uniti

Negli Stati Uniti d'America, l'Election Day (giorno delle elezioni) corrisponde a una data annuale stabilita per legge per le elezioni generali delle cariche pubbliche federali. Il giorno stabilito dal Governo federale è il "martedì immediatamente successivo al primo lunedì del mese di novembre", che corrisponde pertanto a un martedì compreso tra il 2 novembre e l'8 novembre.
Per le cariche federali (Presidente, Vicepresidente e Congresso) e per molte cariche governative (tutti gli stati eccetto il Kentucky, Louisiana, Mississippi, New Jersey e Virginia), l'Election Day si tiene solo negli anni pari. Le elezioni presidenziali si tengono ogni quattro anni, negli anni divisibili per quattro, e i grandi elettori che scelgono il Presidente e il Vicepresidente sono eletti secondo le modalità decise da ogni stato. Le elezioni per la Camera dei Rappresentanti e del Senato degli Stati Uniti si tengono ogni due anni; tutti i rappresentanti sono eletti per un mandato di due anni, rinnovato ogni due anni, mentre i senatori sono eletti per un mandato di sei anni, rinnovati in modo tale che un terzo dei senatori vengano eletti in ogni elezione generale. Le elezioni generali in cui non si tengono anche le elezioni presidenziali sono dette elezioni di metà mandato. Gli eletti entrano in carica nel gennaio dell'anno successivo; il presidente ed il vicepresidente entrano in carica con l'insediamento, che solitamente è il 20 gennaio.
Molte cariche statali e locali vengono anche elette nell'Election Day per risparmio sui costi ed efficienza, anche se alcuni stati svolgono le elezioni per le cariche statali (come il governatore) durante gli anni dispari, o in altri anni pari, e possono svolgere elezioni speciali per le cariche che divengono vacanti. Il Congresso stabilisce una data unica per le elezioni presidenziali e per il Congresso, anche se il voto anticipato viene autorizzato in molti stati, che hanno anche procedure per il voto per corrispondenza.
Il fatto che l'Election Day avvenga di martedì ha causato controversie negli ultimi decenni, dato che molte persone potrebbero essere impossibilitate a votare a causa del lavoro. In alcuni stati il giorno è considerato festivo, come nel Delaware, Hawaii, Illinois, Kentucky, Louisiana, Montana, New Jersey, New York, Virginia, Virginia Occidentale, oltre che nei territori delle Isole Marianne Settentrionali e Porto Rico; altri stati invece richiedono che ai lavoratori sia concesso un permesso retribuito per votare. La California prevede che i lavoratori che non sarebbero altrimenti in grado di votare, possano beneficiare di un permesso retribuito di due ore, all'inizio o al termine del proprio orario. È stata proposta una nuova festività federale, chiamata Democracy Day ("giorno della democrazia") che dovrebbe coincidere con il giorno delle elezioni, e alcuni stati hanno invece proposto di spostare le elezioni nel fine settimana. Altri movimenti, specialmente nel settore delle telecomunicazioni e dell'automobile, incoraggiano i datori di lavoro a concedere ai propri impiegati permessi retribuiti nel giorno delle elezioni.